# Поляновиці (Опольське воєводство)
Поляновиці (пол. Polanowice, нім. Kornfelde) — село в Польщі, у гміні Бичина Ключборського повіту Опольського воєводства.
Населення — 489 осіб (2011).
У 1975-1998 роках село належало до Опольського воєводства.

## Демографія
Демографічна структура станом на 31 березня 2011 року:
|          | Загалом | Допрацездатний вік | Працездатний вік | Постпрацездатний вік |
| -------- | ------- | ------------------ | ---------------- | -------------------- |
| Чоловіки | 244     | 51                 | 159              | 34                   |
| Жінки    | 245     | 45                 | 149              | 51                   |
| Разом    | 489     | 96                 | 308              | 85                   |